# Jaroslav Gallat
Jaroslav Gallat (25. března 1855, Chrudim – 8. srpna 1932, Chrudim) byl český spisovatel a humorista, který působil v Chrudimi.

## Život
Jaroslav Gallat se narodil 25. března 1855 v Chrudimi (v druhém manželství otce s Františkou Dresslerovou) v domě U Modestinů ve Filištínské ulici, kde jeho otec Jakub Gallat (1884/1885–1878), bývalý voják napoleonských válek, působil jako hostinský. Rodina Gallatových (první manželství otce s Františkou Xaverií Cardovou [1788–1848]) se do Chrudimi přestěhovala r. 1930 z Nového Bydžova, krátce po narození syna Aloise. Vlastenecké cítění Jakuba Gallata dokazuje nejen skutečnost, že jako jeden z prvních opatřil svůj podnik českým názvem, ale i to, že v prostorách hostince, který byl střediskem chrudimské společnosti, působila v letech 1847–1860 Měšťanská beseda. Jaroslav Gallat byl od narození invalidní a po celý život musel při chůzi používat berle. Vyučil se hodinářem a tímto povoláním se v Chrudimi živil. Mimo to se věnoval literární činnosti a v souboru J. L. Laštovky působil jako amatérský loutkář. Byl aktivním členem stolní společnosti Kosů chrudimských, kterou roku 1867 spoluzaložil jeho nevlastní bratr Alois Gallat. Jaroslav Gallat cestoval a účastnil se humoristických večírků pořádaných v českých i rakouských městech. Pravidelně byl zván spolkem Komenský do Vídně, kde představoval nejen svoji tvorbu, ale i činnost Kosů chrudimských. Zemřel 8. srpna 1932 a je pochován na chrudimském hřbitově Sv. Václava.

## Rodina
Měl vlastní sestru Jindřišku (1852) a nevlastní sourozence Františka (30. 1. 1818 Nový Bydžov – 6. 5. 1893 Chrudim), který byl fotografem, jehož zásluhou je známa například podoba Chrudimi z roku 1875. František se vyučil sedlářství, řemenářství a čalounictví. Další nevlastní sourozenci: Ignác (1820) chrudimský humorista, Paulina (1922) a Alois (8. 6. 1827 Nový Bydžov – 7. 9. 1901 Chrudim), který byl rovněž chrudimský humorista, zaměřený ale zejména na divadlo. Jaroslav se oženil s Terezií Tušicovou a měl s ní tři syny: Jaroslava (1886), Miloše (1887–1887) a Jindřicha (1892).

## Dílo
V literární tvorbě Jaroslava Gallata se objevuje velmi blízký vztah k Chrudimi, silné vlastenecké cítění a specifický druh humoru, který byl ovlivněn dobově i regionálně. Díla, která navenek působila pouze jako recesistická a parodická, sledovala i jiné cíle než bylo pobavení čtenářů a publika. Jejich hlavním záměrem bylo šíření vlastenectví a reflektování soudobého politického a společenského dění nejen z hlediska regionálního ale i celonárodního. Jaroslav Gallat psal básně, kuplety, texty pro společenské večírky i libreta k operám. Upozornil na sebe rovněž jako autor dramatických parodií a veseloher a zejména jako tvůrce loutkových her, pro něž byl označován jako průkopník loutkářství v Chrudimi. Při jejich tvorbě vycházel z parodie a burlesky, většina jeho her byla určena dětem, dominoval v nich dobrosrdečný humor a výchovná tendence. Před první světovou válkou se pokusil vytvořit v Chrudimi loutkovou scénu. Tuto myšlenku se podařilo v podobě dětské loutkové scény realizovat roku 1915. Po smrti Aloise Gallata se zasloužil o obnovení vydávání silvestrovského listu Sůva-Klapačka, v němž představoval své humoristické a satirické příspěvky. Publikoval v novinách a časopisech Paleček, Humoristické listy, Zlatý domov aj. Osobnost Jaroslava Gallata literárně zobrazila Helena Šmahelová v třetím díle románové trilogie Hlasy mých otců.

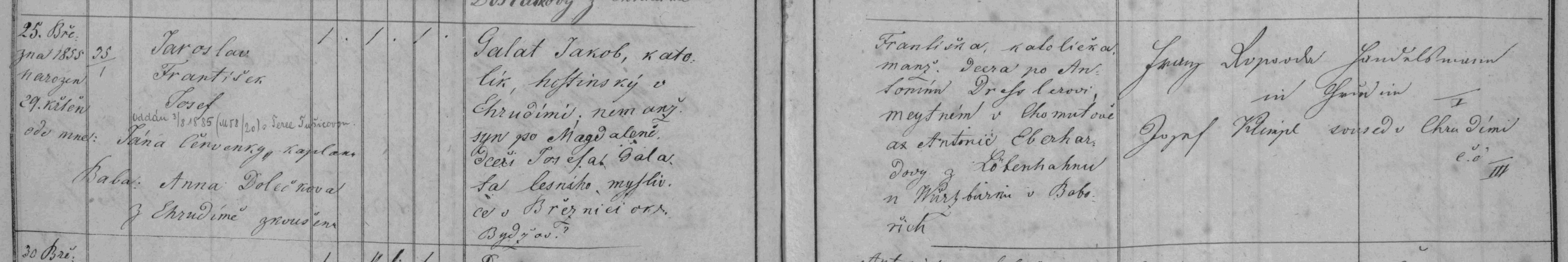
matriční zápis o narození a křtu Jaroslava Gallata (matrika N 1851-1857 Chrudim (SOA Zámrsk))

## Seznam děl

### Básně, výstupy, kuplety
- Čtyři obecní sloupové – Telč: Emil Šolc, 1890–
- Nešťastný zeť: sólový výstup se zpěvem; Tchýně: žertovná deklamace – Praha: Josef Šváb, 1894
- Český humor v písni a slově: sbírka kupletů, duett, tercett, sól. výstupů aj. – Chrudim: B. A. Keil, 1898
- U kuželek – kuplet; hudba od Jindřicha Siegla. Praha: J. Šváb,
- Z kruhu elitní klasy – kuplet; hudba od J. Siegla. Praha: J. Šváb,
- Besedník: veselý Čech: sbírka původních kupletů, duett, tercett, kvartett, komických výstupů atd. – Telč: E. Šolc, 1899
- Naši humoristé – 1904
- Jaroslav Gallat a jeho nejnovější výstupy a kuplety – Praha: J. Šváb, 1905
- Jmeniny paní kancelistové – Telč: E. Šolc, 1909
- Kolportérka – Telč: E. Šolc, 1909
- Metamorfosista – Telč: E. Šolc, 1909
- Moritz Schwindelstein – Telč: E. Šolc, 1909
- Pantoflář – Telč: E. Šolc, 1909
- Pasivní resistence – Telč: E. Šolc, 1909
- Pensista – Telč: E. Šolc, 1909
- Vystavovatel zvláštností – Telč: E. Šolc, 1909
- Zelené mládí – Telč: E. Šolc, 1909
- Červené nosy – Telč: E. Šolc, 1910
- Hospodský – Telč: E. Šolc, 1910
- Maestri cantatori italiani – Telč: E. Šolc, 1910
- Pojď sem! – Telč: E. Šolc, 1910
- Redaktoři – Telč: E. Šolc, 1910
- Cohn & Sohn – Telč: E. Šolc, 1911
- Ne se dotýkat – Telč: E. Šolc, 1911
- U telefonu –1911
- Charaktery opic: sólový výstup – Praha: J. Šváb, 1914
- Malý vrátný z paláce: sólový výstup pro menšího hocha neb převlečenou dívku – J. Šváb; Malý nezbeda: výstup pro hocha neb děvčátko za hocha převlečené – Jan Pik-Zbirovský; Rybář: výstup pro hocha – J. Gallat. Praha: J. Šváb, 1925
- Z kruhu elitní klassy: kuplet – Jindřich Siegl. Praha: J. Šváb,

### Loutkové hry
- Čert na dovolené: veselohra v 1 jednání; Kmotr Brázda na výstavě: veselohra v 1 jednání – Telč: Emil Šolc, 1908
- Bratři: hra ve 4 jednáních: obraz ze života. Telč: Emil Šolc, 1909
- Ctibor a Celina: hra ve 3 jednáních. Telč: E. Šolc, 1909
- Kašpárek na dostaveníčku: veselohra ve 2 jednáních. Telč: E. Šolc, 1909
- Macecha: hra ve 3 jednáních. Telč: E. Šolc, 1909
- Na zdar Ústřední Matici Školské: veselohra ve 3 jednáních. Telč: E. Šolc, 1909
- Princ a uhlíř: hra ve 4 jednáních. Telč: E. Šolc, 1909
- Strašidlo ve mlýně: veselohra ve 2 jednáních. Telč: E. Šolc, 1909
- Vepřové hody: veselohra v 1 jednání; V redakci: veselohra v 1 jednání – Telč: E. Šolc, 1909
- Zkrocení zlé ženy: hra ve 3 jednáních. Telč: E. Šolc, 1909

### Dramata
- Chudobka: výpravná hra pro děti ve 3 jednáních se zpěvy a tanci – nápěvy složil František Šubert. Chrudim: St. Pospíšil, 1902
- Adelaida a žloutek z vejcete: hrůzostrašné drama: pro divadlo v místnosti nebo v přírodě – napsali J. Gallat a J. Šváb. Praha: J. Šváb, 1913
- Co by tomu řekl básník Heyduk? Žert o 1 jednání – Praha: J. Šváb, 1915

### Písňové texty a libreta k operám
- Hvězdám: píseň pro jeden hlas s průvodem piana – J. Jeřábek; Jaroslav Vrchlický. Dva pohřební sbory – Al. Hnilička; J. Gallat. Zajíček: národní píseň – pro tři hlasy upravil Josef Drahorad. Třešť: Emanuel Binko, 1883
- Italští umělci – Jindřich Siegl; komické terčetto od J. Gallata. Praha: Josef Šváb, 1890?
- Knajpiáni, op. 61: komický dvojzpěv pro dva pány – hudba Roman Nejedlý. Litomyšl: R. Nejedlý, 1895?
- Kukaččino proroctví: veselý dvojzpěv s "kukáním" pro pána a dámu – hudba Roman Nejedlý. Praha: J. Šváb, 1900–
- V pensionátě: operetní scéna pro sbor dam a sóla – hudba od Jindřicha Součka. Lipsko: s. n., 1900?
- Kukačka: lidová píseň – upravil J. Šváb; Trest za nevěru – valčíková píseň na slova J. Gallata; složil Vil. Novák. Praha: J. Šváb, 1900–
- Signály: sólový výstup se zpěvy pro pána – Praha: J. Šváb,
- Staré panny: komický dvojzpěv pro dva pány: opus 53 – hudba Roman Nejedlý. Vinohrady: Roman Nejedlý, 1907
- Bludičky – Telč: E. Solc, 1909
- Oběti nervosy: veselé duetto pro pány – hudbu složil Jos. Musil. Praha: J. Šváb, 1911–
- Sufražetky: žertovný čtverozpěv pro pány za ženy převlečené – od J. Gallata a Jos. Švába; hudbu složil Jos. Musil. Praha: J. Šváb, 1911–
- "Zeppelin": veselé létací duetto pro pány – napsali J. Gallat a J. Šváb. Praha: J. Šváb, 1918–
- Budoucí sloupy řemesel: komická scéna se zpěvem pro 4 osoby – hudba od rytíře Dremla fon. Praha: J. Šváb, 1920?
- Milovnice motýlků: dámské duetto – hudbu složil Josef Musil. Praha: J. Šváb, 1923?
- Tys viděla mne s jinou stát: valčíková píseň pro zpěv a piano – hudba J. Pehel. Praha: Vítek, –1932
- Strahováček – napsal J. Šváb. Serenáda Isidora Pantoflíčka – hudbu složil Ed. Machatý. Praha: J. Šváb,
- U modistky

### Jiné
- Hry pro školy mateřské a nižší třídy obecných škol – Chrudim: Stanislav Pospíšil, 1880–